# 24e Pantserkorps
Het 24e Pantserkorps (Duits: Generalkommando XXIV. Panzerkorps) was een Duits legerkorps van de Wehrmacht tijdens de Tweede Wereldoorlog. Het korps nam deel aan het Duitse zomeroffensief van 1942 en werd in het Sovjet-winteroffensief begin 1943 vrijwel vernietigd. Daarna volgden in 1943/44 gevechten en terugtocht door de Oekraïense sovjetrepubliek, terug naar Polen en vanaf daar in 1945 richting de Oder. Het korps eindigde de oorlog in Moravië.

## Krijgsgeschiedenis

### Oprichting
Het 24e Pantserkorps werd opgericht op 21 juni 1942 bij Sjtsjigri in Rusland door omdopen van het 24e Gemotoriseerde Korps.

### 1942

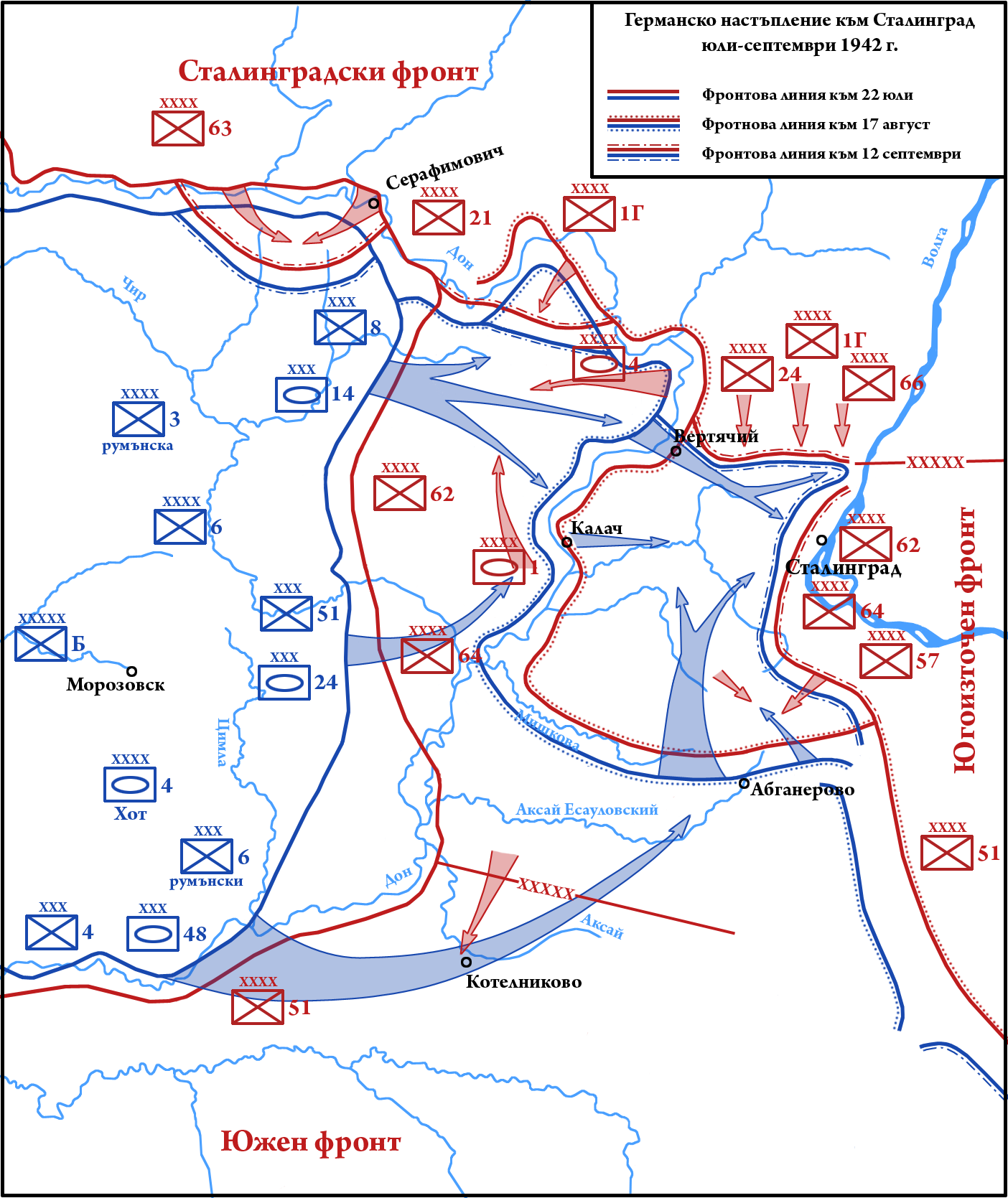
Slag om Kalach

Het korps maakte voor het nieuwe Duitse zomeroffensief, Fall Blau, deel uit van het 4e Pantserleger en beschikte over de 9e Pantserdivisie, de 3e Gemotoriseerde Divisie en de 377e Infanteriedivisie. Op 28 juni startte de opmars vanuit Sjtsjigri, ten oosten van Koersk, richting Voronezj. Nadat deze eerste fase rond Voronezj was afgesloten, werd het korps toegevoegd aan het het 6e Leger voor de opmars naar het zuidoosten, richting Stalingrad. Het korps nam deel aan de Slag om Kalach eind juli/begin augustus 1942. Daarna opereerde het korps als deel van het 4e Pantserleger bij de verder opmars naar Stalingrad. Eind september werd het korps naar de midden-Don verplaatst, om daar het 2e Hongaarse leger te ondersteunen. Daar kreeg het korps het bevel over enkele divisies met weinig gevechtservaring.

### 1943
Begin januari 1943, tijdens het Sovjet Ostrogozhsk– Rossosj Offensief (deel van het Operatie Kleine Saturnus) werd het korps grotendeels vernietigd. Generaal-luitenant Wandel werd op 14 januari 1943 gedood ten noorden van Rossosj, toen zijn korpscommandopost door de Sovjets overlopen werd. Zijn opvolger Generaal-luitenant Jahr pleegde op 20 januari 1943 zelfmoord en diens opvolger Generaal-luitenant Eibl sneuvelde de volgende dag door vriendschappelijk vuur. De staf werd verstrooid. In februari 1943 werden de verspreide resten van het korps verzameld en onder bevel gebracht van Armee-Abteilung Lanz. Daar, onder leiderschap van Generaal Nehring, werd het korps tot mei 1943 weer op sterkte gebracht met verse eenheden. Het korps was in die tijd gelegerd langs de kust bij Taganrog. Tijdens de Slag om Koersk fungeerde het korps als reserve van Heeresgruppe Süd, maar kwam daar niet in actie. In plaats daarvan werd het korps met de 17e en 23e Pantserdivisies en 5e SS-Pantsergrenadierdivisie "Wiking" ingezet om het Sovjet Donets-Mius Offensief af te weren. Direct na afloop daarvan werd het korps gebruikt om te verdedigen tegen het Belgorod-Charkov Offensief. Daarna volgde een terugtocht in september 1943 naar de Dnjepr, waar het korps overstak bij Kanev. Hierbij volgden eind september/begin oktober harde gevechten om het bruggenhoofd Bukrin. Vervolgens onderscheidde het korps zich onder bevel van het 4e Pantserleger in de gevechten rond Kiev. In december beschikte het pantserkorps over geen enkele mobiele divisie, alleen de 34e, 82e en 112e Infanteriedivisies.

### 1944

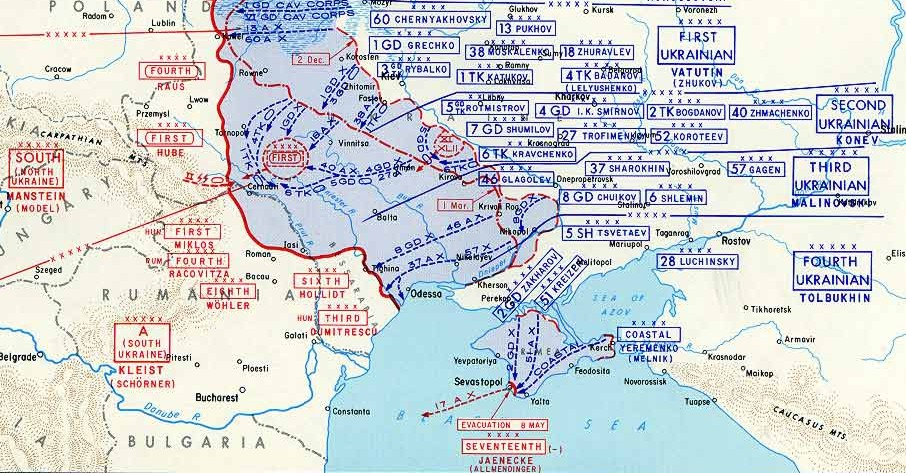
Sovjet opmars door Oekraïne 1944

Voor het Sovjet Dnjepr-Karpaten Offensief in januari 1944 moest het korps zich eerst terugtrekken naar Vinnitsa en kwam daar onder het 1e Pantserleger. In de volgende paar maanden werd het korps voortdurend teruggedrongen door opeenvolgende offensieven van de Sovjets. In de loop van maart ging het verder terug naar Kamenetz-Podolsk. Hier kwam het korps terecht in de “Hube”-pocket met de rest van het 1e Pantserleger. In deze tijd vormde het korps eerst de meest noordoostelijke defensieve sector en vormde vervolgens samen met het 59e Legerkorps de Gruppe v. d. Chevallerie. Deze Gruppe voerde de hoofdstoot uit richting het westen, uit de omsingeling. Op 6 april werd de aansluiting met het tegemoetkomende 2e SS-Pantserkorps hersteld. En op 12 april was de uitbraak definitief een feit. Op dezelfde dag werd Gruppe v. d. Chevallerie weer uit elkaar gehaald. Na de uitbraak maakte het korps vanaf april tot juli 1944 deel uit van het 1e Pantserleger in Galicië en Transkarpatië. Bij de start van het Lvov–Sandomierz Offensief van de Sovjets op 13 juli beschikte het korps over de 100e Jägerdivisie en de 75e en 371e Infanteriedivisies. Het front langs de Zolota Lypa, dat samen met het 59e Legerkorps ingenomen was, werd na de doorbraak van de Sovjets naar Lemberg onhoudbaar. De terugtocht voerde terug naar de Weichsel, waar de vorming van het Baranów bruggenhoofd niet voorkomen kon worden.

In de winter 1944/45, weer onder het 4e Pantserleger, werd het korps omgebouwd tot een Panzerkorps neuer Art (order van 27 november 1944). Zo’n pantserkorps had een vaste compositie en gezamenlijke ondersteunende eenheden.

### 1945
Het korps beschikte bij het begin van het Sovjet Wisła-Oderoffensief op 12 januari 1945 over de 16e en 17e Pantserdivisies en de 20e Pantsergrenadierdivisie. Bij de uitbraak van de Sovjets uit het Baranów-bruggenhoofd werd het korps aan beide zijden overvleugeld en teruggedrongen richting Kielce. Tegen 18 januari was de "Gruppe Nehring" volledig geïsoleerd en omsingeld. Het 42e Legerkorps sloot nu erbij aan. Deze groep ging nu verder als "wandernder Kessel" (rondtrekkende pocket), naar het westen trekkend. Op 21 januari trof de groep het Pantserkorps "Großdeutschland" aan de Warta en gingen vanaf daar verder en bereikten eigen linies bij Glogau aan de Oder op 29 januari. Medio februari mislukte een ontzettingspoging van de vesting Breslau. Het korps verhinderde medio maart door tegenaanvallen de doorbraak van het 4e Oekraïense Front bij Leobschütz en Neustadt. Op 26 april moest het korps Brno ontruimen, maar stond begin mei nog steeds noordwestelijk van deze stad.
Het 24e Pantserkorps capituleerde op 8 mei 1945 bij České Budějovice (Duits: Budweis) aan Amerikaanse troepen van het 3e Leger.

## Bovenliggende bevelslagen
| Leger                  | Legergroep               | Plaats/regio                      | Begin                | Eind                 |
| ---------------------- | ------------------------ | --------------------------------- | -------------------- | -------------------- |
| 4. Panzerarmee         | Heeresgruppe Süd         | Koersk                            | 21 juni 1942         | 22 juli 1942         |
| 6. Armee               | Heeresgruppe B           | Kalach                            | 23 juli 1942         | 16 augustus 1942     |
| 4. Panzerarmee         | Heeresgruppe B           | Stalingrad                        | 17 augustus 1942     | eind september 1942  |
| 2e Hongaarse Leger     | Heeresgruppe B           | Don                               | eind september 1942  |                      |
| 8e Italiaanse Leger    | Heeresgruppe B           | Don                               | januari 1943         |                      |
| Armee-Abteilung Lanz   | Heeresgruppe B           | Starobjelsk                       | februari 1943        |                      |
| direct onder bevel     | Heeresgruppe B           | ??                                | maart 1943           |                      |
| 6. Armee               | Heeresgruppe B           | Taganrog                          | april 1943           |                      |
| OKH Auffr.Stab Charkow |                          | Charkov                           | mei 1943             |                      |
| 1. Panzerarmee         | Heeresgruppe Süd         | Donets                            | juni 1943            |                      |
| direct onder bevel     | Heeresgruppe Süd         | Donets                            | juli 1943            | 17 juli 1943         |
| 1. Panzerarmee         | Heeresgruppe Süd         | Donets                            | 17 juli 1943         |                      |
| 6. Armee               | Heeresgruppe Süd         | Donets / Dnjepr                   | augustus 1943        |                      |
| 4. Panzerarmee         | Heeresgruppe Süd         | Dnjepr                            | september 1943       | medio september 1943 |
| 8. Armee               | Heeresgruppe Süd         | Dnjepr                            | medio september 1943 | begin november 1943  |
| 4. Panzerarmee         | Heeresgruppe Süd         | Kiev, Shitomir, Vinnitsa          | begin november 1943  | 2 januari 1944       |
| 1. Panzerarmee         | Heeresgruppe Süd         | Vinnitsa, Kamenetz-Podolsk        | 3 januari 1944       | 4 april 1944         |
| 1. Panzerarmee         | Heeresgruppe Nordukraine | Kamenetz-Podolsk, Brody, Karpaten | 4 april 1944         | oktober 1944         |
| 4. Panzerarmee         | Heeresgruppe A           | Baranow                           | november 1944        |                      |
| direct onder bevel     | Heeresgruppe A           | Baranow                           | december 1944        | 12 januari 1945      |
| 4. Panzerarmee         | Heeresgruppe A           | Baranow                           | 12 januari 1945      | 14 januari 1945      |
| als Gruppe Nehring     |                          | Kielce, Warta, Glogau             | 14 januari 1945      | 25 januari 1945      |
| 4. Panzerarmee         | Heeresgruppe Mitte       | Glogau                            | 25 januari 1945      | eind februari 1945   |
| 17. Armee              | Heeresgruppe Mitte       | Silezië                           | maart 1945           | medio maart 1945     |
| 1. Panzerarmee         | Heeresgruppe Mitte       | Moravië                           | medio maart 1945     | 8 mei 1945           |

## Commandanten
| Rang                     | Naam                                            | Begin             | Eind              |
| ------------------------ | ----------------------------------------------- | ----------------- | ----------------- |
| General der Panzertruppe | Willibald Freiherr von Langermann und Erlencamp | 21 juni 1942      | 3 oktober 1942 †  |
| General der Panzertruppe | Otto von Knobelsdorff                           | 3 oktober 1942    | 30 november 1942  |
| Generalleutnant          | Martin Wandel                                   | 30 november 1942  | 14 januari 1943 † |
| Generalleutnant          | Arno Jahr                                       | 14 januari 1943   | 20 januari 1943 † |
| Generalleutnant          | Karl Eibl                                       | 20 januari 1943   | 21 januari 1943 † |
| Oberst                   | Otto Heidkämper                                 | 21 januari 1943   | 9 februari 1943   |
| General der Panzertruppe | Walter Nehring                                  | 9 februari 1943   | 27 juni 1944      |
| Generalleutnant          | Fritz-Hubert Gräser                             | 27 juni 1944      | 5 augustus 1944   |
| Generalleutnant          | Karl von Le Suire                               | 5 augustus 1944   | 20 augustus 1944  |
| Generalleutnant          | Maximilian Reichsfreiherr von Edelsheim         | 20 augustus 1944  | 22 september 1944 |
|                          | geen info beschikbaar                           | 22 september 1944 | 15 oktober 1944   |
| General der Panzertruppe | Walter Nehring                                  | 15 oktober 1944   | 19 maart 1945     |
| Generalleutnant          | Hans Källner                                    | 19 maart 1945     | 18 april 1945 †   |
| General der Artillerie   | Walter Hartmann                                 | 18 april 1945     | 8 mei 1945        |

- General von Langermann und Erlencamp werd gedood op 3 oktober 1942 door een granaatvoltreffer bij een frontbezoek bij Storoževoje aan de Don.
- Generalleutnant Wandel werd gedood op 14 januari 1943 ten noorden van Rossosj, toen zijn korpscommandopost bij Chilino/Sotnitzkaja door de Sovjets overlopen werd. Hij werd postuum nog tot General der Artillerie bevorderd, met terugwerkende kracht tot 1 januari 1943.
- Generalleutnant Jahr was tijdelijk commandant, en pleegde op 20 januari 1943 zelfmoord bij Podgornoje.
- Generalleutnant Eibl werd met zijn kolonne in dichte sneeuwstorm door Italiaanse troepen aangezien voor Sovjets. In het volgende vuurgevecht werd Eibl zwaargewond en stierf enkele uren later. Op 1 maart 1943 werd hij postuum tot General der Infanterie bevorderd.
- Oberst Heidkämper was tijdelijk commandant nadat Eibl uitgevallen was.
- Generalleutnant Källner werd op 18 april 1945 bij Sokolnice (bij Brno) bij een frontbezoek gedood.